# Manitu
Manitu (także Manitou) – w wierzeniach Indian z plemion algonkińskich (Arapahowie, Szejeni, Delawarowie, Odżibwejowie, Saukowie) tajemnicza siła przenikająca całą przyrodę; przejawami tej siły są konkretne zjawiska przyrody.
Indianie z tych plemion nie wierzyli w boga osobowego ani w duchy uosabiające „dobro” lub „zło”. Nie istniał dla nich jeden manitu, lecz była ich nieskończona liczba. Dopiero koloniści (a wśród nich zwłaszcza chrześcijańscy misjonarze), dokonując projekcji pojęć z własnej wiary, przyczynili się do antropomorfizacji siły manitu do postaci Wielkiego Manitu, dobrego lub złego ducha.